# FishCenter Live
FishCenter Live (trad. litt. : « Centre de Poissons Vivants ») est une série télévisée d'américaine créée par Dave Bonawits, Andrew Choe, Matt Harrigan, and Max Simonet; diffusée du 22 septembre 2014 au en production sur Adult Swim.
Cette série est inédite dans les pays francophones.

## Des poissons
- Ale
- Bijou
- Greenbird
- Hamburger
- Hot Steve
- Jeremy Legg
- Mimosa
- Mom
- Slider
- Styletoy
- Th'lump
- Top Xander Cupper